# レイレライニ・アンドラデ
レイレライニ・サイトウ・デ・アンドラデ（Leirelainy Saito de Andrade, 2000年5月6日 - ）は、ブラジルの女子バレーボール選手である。

## 来歴
ブラジル生まれ。4歳から静岡県袋井市で育つ。
豊橋中央高等学校では2年生時に1学年上の山田二千華とともに第70回全日本高等学校選手権（春高バレー）に出場。
岐阜協立大学では1年時の東海大学春季リーグで最優秀新人賞を受賞した。
大学3年生の2021-22シーズンからV.LEAGUE Division2のブレス浜松の選手として登録され、2022年4月に新入団選手として発表された。
新Vリーグとなった2024-25シーズンでは総得点2位・アタック決定率4位の実績を残しレギュラーシーズン優勝に貢献。レギュラーシーズンMVP・ベスト6を受賞した。2025年4月、同シーズン限りでの退団が発表された。同年7月、SV.LEAGUEのKUROBEアクアフェアリーズ富山入団が発表された。

## 人物
2023年から2025年まで株式会社ソミックマネージメントホールディングスで勤務していた。

## 受賞歴
- 2019年 - 東海大学春季1部リーグ 最優秀新人賞
- 2020年 - 東海大学秋季1部リーグ サーブ賞[13]
- 2025年 - 2024-25 V.LEAGUE WOMEN レギュラーシーズンMVP・レギュラーシーズンベスト6

## 所属チーム
- 袋井西ジュニアクラブ
- 袋井市立袋井南中学校[14]（2013-2016年）
- 豊橋中央高等学校（2016-2019年）
- 岐阜協立大学（2019-2023年）
- ブレス浜松（2022-2025年）
- KUROBEアクアフェアリーズ富山（2025年-）